# Ziemovit VI
Ziemovit VI van Płock (2 januari 1446 - in de nacht van 31 december 1461 op 1 januari 1462) was van 1455 tot aan zijn dood hertog van Płock. Hij behoorde tot de Mazovische tak van het huis Piasten.

## Levensloop
Ziemovit VI was de oudste zoon van hertog Wladislaus I van Płock en diens echtgenote Anna, dochter van hertog Koenraad V van Oels.
Na het overlijden van zijn vader in 1455 erfde hij samen met zijn jongere broer Wladislaus II de hertogdommen Płock, Rawa, Belz, Płońsk, Zawkrze en Wizna. Wegens hun minderjarigheid werden de broers onder het regentschap geplaatst van hun moeder en van bisschop Paweł Giżycki van Płock. In 1459 werd Ziemovit volwassen verklaard en begon hij zelfstandig te regeren, hoewel de echte macht in zijn domeinen nog altijd bij zijn vroegere regenten lag.
Kort nadat hij volwassen verklaard, kwam Ziemovit VI in het bezit van district Gostynin na het overlijden van zijn tante Margaretha van Ratibor, die dit district in 1442 had geërfd na het overlijden van haar echtgenoot Ziemovit V. De eerste onafhankelijke zet van Ziemovit vond plaats bij de Conventie van Czersk, toen hij samen met hertog Koenraad III van Warschau vrede sloot met de Duitse Orde. 
Ziemovit stierf onverwacht op 15-jarige leeftijd tijdens de nieuwjaarsnacht van 1461 op 1462. Hij werd bijgezet in de kathedraal van Płock. Zijn overlijden en dat van zijn broer Wladislaus II kort daarna zorgden voor geruchten dat de broers vergiftigd zouden zijn. Slotvoogd Gotard van Rybna van Sochaczew werd hiervoor verantwoordelijk gehouden, omdat die door Ziemovit VI en Wladislaus II van zijn landen was ontheven. De sensationele beschuldigingen werden echter vrijwel algemeen verworpen. Vermoedelijk stierven de broers aan tuberculose, een ziekte waaraan ook hun vader was gestorven. 